# Constantin Schina
Constantin Schina a fost cel de-al cincilea președinte al Curții de Casație, în intervalul 15 octombrie 1886 - 1 aprilie 1906.
În discursul său, ținut în calitate de prim-președinte al instanței supreme în anul 1989, cu ocazia deschiderii anului judecătoresc, în legătură cu importanța și necesitatea cunoașterii dreptului, recomanda legiuitorului să ia măsuri pentru a promova educația juridică a cetățenilor, creând cadre care să predea cunoștințele elementare de drept în școlile primare și în cele secundare, având în vedere că o preocupare constantă în discursurile de deschidere a anilor judecătorești a reprezentat-o cea de a oferi sugestii pentru îmbunătățirea și modernizarea legislației.